# Nord-du-Québec
Nord-du-Québec – największy region administracyjny w Quebecu w Kanadzie, obejmuje około 55% jego obszaru.
W regionie żyje jednak tylko 0,5% ludności prowincji Quebec. 59,5% mieszkańców stanowią autochtoni – Indianie i Inuici. Reszta to ludność przybyła tu po XVIII wieku, głównie francuskojęzyczna.
Całość terytorium jest na tyle duża iż mogłaby w sobie pomieścić Francję i Belgię. Region do 1987 znany był jako Nowy Quebec (fr. Nouveau-Québec).
Nord-du-Québec ma 42 579 mieszkańców. Język francuski jest językiem ojczystym dla 35,0%, kri dla 34,6%, inuktitut dla 25,2%, angielski dla 4,3% mieszkańców (2011).